# The Stone: Issue Three
The Stone: Issue Three è un album dal vivo collaborativo di John Zorn, Lou Reed e Laurie Anderson pubblicato nel 2008.

## Tracce
1. Part 1 - 22:40
2. Part 2 - 13:04
3. Part 3 - 12:37

## Formazione
- John Zorn – sassofono alto
- Lou Reed – chitarra elettrica
- Laurie Anderson – violino, elettronica